# Uso moderno del kana
El Gendai Kanazukai (現代仮名遣 "Uso moderno del kana"?) es la representación oficial kanazukai (sistema de ortografía del silabario japonés). También conocido como shin-kanazukai (新仮名遣い, "nuevo kanazukai"), es una derivación del uso histórico del kana.

## Historia
Ya en la Restauración Meiji, se estaba en disconformidad respecto a la creciente discrepancia entre la escritura y el lenguaje hablado. Fue el 16 de noviembre de 1946, inmediatamente después de la Segunda Guerra Mundial cuando la ortografía moderna fue instituida por el Gabinete como parte de una reforma ortográfica general. Fue enmendada más tarde en 1986.

## Diferencias generales
Antes de la reforma, no se empleaban kana reducidos; así, por ejemplo, きよ puede ser ambiguo entre kiyo y kyo mientras かつた puede ser katsuta o katta.
La pronunciación media del kana h no se extiende a palabras cerradas; así pues, にほん se pronunciaba nihon, no nion. Destacar que esto son un pequeño número de contraejemplos, ej., あひる "pato", pronunciado más ahiru que airu, o ふぢはら, pronunciado Fujiwara, a pesar de ser un compuesto de Fuji (wisteria) + hara (campo). La h era antiguamente pronunciada como fa, fi, fu, fe, fo (e incluso anteriormente, pa, pi, pu, pe, po). La f japonesa (IPA [ɸ]) es cercana a la sorda w, y por eso fue fácilmente cambiado por w en la mitad de las palabras.  Esto se debe a que hoy en día fu es usado más que hu.
La vocal + (f)u no se aplica a palabras compuestas, por ejemplo, el nombre てらうち es Terauchi no Terouchi, como lo es Tera (templo) + uchi (casa). El -fu de la serie moderna de verbos -u (es decir, los verbos que usan el kana actual う como kau u omou) no se ven afectados por el cambio de sonido en la superficie, sin embargo, algunos informes de la era Edo indican que los verbos como tamau y harau eran pronunciados como tamō y harō. En contraste, la -ō en darō e ikō es producto del cambio de sonido de "au" a "ō".
Es más, la partícula de tema wa (は), la partícula de objeto directo o (を) y la partícula de complemento de modo e (へ) se quedaron exentas de la reforma ortográfica. En el japonés contemporáneo, el carácter を sólo permanece en este uso.

## Ejemplos
En esta tabla, si el primer kana de un grupo es una vocal, se refiere a cualquier kana que termine en esa vocal. Por ejemplo, あ (a) se refiere a cualquier kana que termine en la vocal /a/, como か (ka) o た (ta). Así, たふ (tafu = ta + fu) cambió a とう (tō = to + u).
| arcaico                                  | moderno                                              |
| ---------------------------------------- | ---------------------------------------------------- |
| あ＋う (a + u) あ＋ふ (a + fu)           | おう (ō)                                             |
| い＋う (i + u) い＋ふ (i + fu)           | ゆう (yū)                                            |
| う＋ふ (u + fu)                          | うう (ū)                                             |
| え＋う (e + u) え＋ふ (e + fu)           | よう (yō)                                            |
| お＋ふ (o + fu)                          | おう (ō)                                             |
| お＋ほ (o + ho) お＋を (o + wo)          | おお (ō)                                             |
| く＋わ (ku + wa)                         | か (ka) Originalmente kwa                            |
| ぐ＋わ (gu + wa)                         | が (ga) Originalmente gwa                            |
| は (ha) medial o final                   | わ (wa)                                              |
| ひ (hi), へ (he), ほ (ho) medial o final | い (i), え (e), お (o) (via wi, we, wo, véase abajo) |
| ゐ (wi), ゑ (we), を (wo)                | い (i), え (e), お (o)                               |
| ぢ (ji, sonorización de ち, chi)         | じ (ji, sonorización de し, shi)                     |
| づ (zu, sonorización de つ, tsu)         | ず (zu, sonorización de す, su)                      |

- Datos: Q2572881